# Oktober 2012
Dit artikel geeft een chronologisch overzicht van belangrijke gebeurtenissen per dag in de maand oktober van het jaar 2012.

## Gebeurtenissen

### 1 oktober
- De Georgische regeringspartij Verenigde Nationale Beweging van president Micheil Saakasjvili wordt verslagen bij de parlementsverkiezingen, die worden gewonnen door de oppositiecoalitie rond de nieuwe Georgische Droom-partij van multimiljardair Bidzina Ivanisjvili. Het betekende de eerste democratische, via de stembus afgedwongen, machtswisseling in het onafhankelijke Georgië. De openbaring van gevangenisvideo's waar misbruik van gevangenen op te zien was, speelde een belangrijke rol in de campagne.

### 3 oktober
- Het eerste verkiezingsdebat tussen president Barack Obama van de Verenigde Staten en zijn Republikeinse uitdager Mitt Romney wordt door waarnemers gezien als een overwinning voor laatstgenoemde.
- De Turkse stad Akçakale wordt getroffen door een mortiergranaat afgeschoten vanuit Syrië. Turkije bestookt in vergelding doelen over de grens in Syrië. De NAVO veroordeelt de 'Syrische agressie' fel.

### 5 oktober
- In Nederland zegt de partijtop van GroenLinks het vertrouwen op in partijleider Jolande Sap na de voor de partij desastreus verlopen Tweede Kamerverkiezingen en zij treedt af. De volgende dag treedt ook het volledige partijbestuur, waaronder voorzitter Heleen Weening, af.

### 7 oktober
- Hugo Chávez wordt herkozen als president van Venezuela voor een vierde termijn.

### 9 oktober
- John Gurdon en Shinya Yamanaka krijgen de Nobelprijs voor de Fysiologie of Geneeskunde voor hun ontdekking dat volwassen cellen kunnen omgezet worden naar stamcellen.

### 11 oktober
- Het dopingschandaal rond wielrenner en zevenvoudig winnaar van de Ronde van Frankrijk Lance Armstrong breidt zich steeds verder uit na nieuwe onthullingen over de organisatie rond het jarenlange dopinggebruik.
- De Chinese schrijver Mo Yan krijgt de Nobelprijs voor de Literatuur.

### 12 oktober
- De Nobelprijs voor de Vrede wordt dit jaar toegekend aan de Europese Unie.
- In België onderschept de douane 8032 kilo cocaïne in de haven van Antwerpen. De drugs zitten verstopt in bananendozen op een containerschip uit Ecuador. Een deel wordt opzettelijk niet in beslag genomen om het verdere transport naar Nederland te kunnen volgen. Het is de op een na grootste drugsvangst in Europa.
- In België wordt voor het eerst een vonnis geveld wegens draagmoederschap. Zowel de Belgische wensouders die het draagmoederschap betaalden, het Nederlandse echtpaar dat het kind voor een hoger bedrag kocht, als de draagmoeder die het kind op het internet te koop aanbood worden veroordeeld.

### 13 oktober
- Als eerste kandidaten voor de Nationale Inventaris Immaterieel Cultureel Erfgoed zijn bekendgemaakt: de traditionele evenementen het Bloemencorso Zundert, de Boxmeerse Vaart en de Sint-Maartensviering in Utrecht.

### 14 oktober
- De Oostenrijker Felix Baumgartner maakt een sprong van ruim 39 kilometer hoogte uit een luchtballon, de hoogste parachutesprong en de hoogste bemande ballonvaart ooit. Tijdens de vrije val bereikt hij een recordsnelheid van 1342 km/h en doorbreekt daarmee de geluidsbarrière.
- In België vinden gemeente-, districts- en provincieraadsverkiezingen plaats. Deze leveren in Vlaanderen een overwinning op voor de N-VA van Bart De Wever, die burgemeester van Antwerpen wordt.

### 16 oktober
- Bij een grote kunstroof in de Kunsthal Rotterdam in Nederland worden schilderijen van Pablo Picasso, Henri Matisse, Claude Monet, Paul Gauguin, Meijer de Haan en Lucian Freud gestolen

### 18 oktober
- De 34-jarige Amsterdamse Najib Bouhbouh werd in de middag van 18 oktober 2012 doodgeschoten toen hij met twee andere de lobby verliet van hotel Crowne Plaza in Antwerpen. Twee mannen sprongen uit een auto en beschoten hem. Vijf kogels in hoofd en borst werden hem fataal. Najib Bouhbouh was een jeugdvriend van de inmiddels geliquideerde Gwenette Martha. Door een conflict in het drugsmilieu zou deze liquidatie het startschot zijn geweest van een langslepende onderwereldoorlog met tientallen liquidaties en vergismoorden als gevolg.

### 19 oktober
- Vanwege het dopingschandaal in de wielersport besluit de Rabobank na zestien jaar te stoppen met de sponsoring van de professionele Rabo-wielerploegen.

### 22 oktober
- In Nederland stapt Jos van Rey van de VVD op als wethouder van Roermond en als lid van de Eerste Kamer na verdacht te worden van ambtelijke corruptie en het lekken van informatie. Een dag later stapt de gehele VVD-fractie uit de coalitie van de gemeenteraad in Roermond.
- Voormalig Amerikaans wielrenner Lance Armstrong wordt door de UCI geschorst voor het leven en raakt al zijn tourzeges kwijt.
- Drie jaar na de grote aardbeving in de Abruzzen in Italië worden zeven wetenschappers veroordeeld tot zes jaar celstraf wegens hun onterecht geruststellende advies voorafgaand aan de aardbeving waarbij 300 doden vielen.

### 24 oktober
- Op een bijzondere ondernemingsraad wordt bekendgemaakt dat Ford Genk eind 2013 of begin 2014 zal sluiten. De 4300 werknemers verliezen hun werk. Daarnaast komen ook 5500 banen bij toeleveranciers in het gedrang.

### 26 oktober
- De Italiaanse oud-premier Silvio Berlusconi wordt veroordeeld tot vier jaar gevangenisstraf wegens belastingfraude bij zijn bedrijf Mediaset.

### 27 oktober
- Opening van de Friends Arena, een multifunctioneel sportstadion, gelegen in Solna, Zweden.

### 29 oktober
- In Nederland zijn de onderhandelingen tussen de VVD en PvdA over een regeerakkoord afgerond, dat melden de politieke leiders van beide partijen, Mark Rutte en Diederik Samsom, tijdens een persconferentie.

### 30 oktober
- In Nederland wordt advocaat Bram Moszkowicz uit zijn ambt gezet, omdat hij het aanzien van de advocatuur zou hebben aangetast. Moszkowicz gaat beroep aantekenen tegen deze beslissing en mag in de tussentijd zijn vak blijven uitoefenen.
- De orkaan Sandy trekt een spoor van verwoesting in de Caraïben, de Verenigde Staten en Canada. Er vallen tientallen doden en miljoenen mensen komen zonder stroom te zitten.

## Overleden
<< · januari · februari · maart · april · mei · juni · juli · augustus · september · oktober · november · december · >>